# Sun Yang
Sun Yang (孙杨S; Hangzhou, 1º dicembre 1991) è un nuotatore cinese, specializzato nelle medie e lunghe distanze dello stile libero. Ha vinto i 1500 m e i 400 m stile libero ai Giochi Olimpici di Londra nel 2012 e i 200 m stile libero in quelli di Rio de Janeiro nel 2016.

## Biografia

### Carriera sportiva
Ai Giochi Olimpici casalinghi di Pechino del 2008 arriva ottavo nella finale dei 1500 stile libero, vinta dal tunisino Oussama Mellouli, seguito dall'australiano Grant Hackett e dal canadese Ryan Cochrane.
Nel 2009, ai Mondiali di Roma, ottiene il bronzo nei 1500 stile libero sempre dietro a Mellouli e a Cochrane.
Nel 2010, l'anno della consacrazione, ottiene due ori ai Giochi Asiatici, nei 1500 stile libero e nella staffetta 4x200 stile libero, e due argenti, nei 200 m, e nei 400 m stile libero.
Nel 2011, ai Mondiali di nuoto di Shanghai, dopo aver ottenuto durante l'anno tutti i migliori crono dai 200 m ai 1500 m stile libero, viene battuto dal sudcoreano Park Tae-hwan nei 400 metri stile libero, ma vince negli 800 m stile libero battendo Ryan Cochrane e nei 1500 stile stabilendo il nuovo record del mondo, che durava da 10 anni, battendo sempre Cochrane. Vince, inoltre, un bronzo nella staffetta 4x200 stile libero dietro agli Stati Uniti e alla Francia.
Ai Giochi della XXX Olimpiade di Londra del 2012 vince due ori nei 400 m e nei 1500 m stile libero, migliorando ulteriormente il suo record del mondo di quasi 3 secondi, un argento ex-aquo nei 200 m stile libero con Park Tae-hwan, battuti entrambi dal francese Yannick Agnel, e un bronzo nella staffetta 4x200 ancora una volta dietro agli Stati Uniti e alla Francia.
Nel 2013 ai campionati mondiali di Barcellona conquista l'oro nei 400 metri stile, davanti al giapponese Kōsuke Hagino e all'americano Connor Jeager, negli 800 metri stile libero davanti allo statunitense Michael McBroom e al canadese Ryan Cochrane, e nei 1500 metri stile libero sopravanzando lo stesso Cochrane e l'italiano Gregorio Paltrinieri. A queste si aggiunge poi il bronzo nella staffetta 4x200 metri stile libero in cui, da ultimo frazionista, risale dalla quinta alla terza posizione con un incredibile crono lanciato di 1:43.16, recuperando quasi due secondi e mezzo a Takeshi Matsuda e più di due secondi a Jérémy Stravius.
Durante il mese di maggio del 2014, viene trovato positivo alla trimetazidina, sostanza stimolante proibita, e viene sospeso per tre mesi, fino al 17 agosto, dalla federazione di nuoto cinese, in modo da potersi presentare ai Giochi Asiatici.
Nel 2015 ai campionati mondiali di Kazan' conquista l'oro nei 400 e negli 800 metri stile libero, e l'argento nei 200 metri stile libero, rinunciando alla finale dei 1500 per un misterioso incidente avvenuto nel riscaldamento.
Nel 2016 ai Giochi Olimpici di Rio de Janeiro conquista l'oro nei 200 metri stile libero e l'argento nei 400 metri stile libero.
Ai Campionati mondiali di nuoto 2017 a Budapest conquista l'oro nei 200 metri (davanti a Townley Haas e Aleksandr Krasnych) nei 400 metri stile libero (davanti a Mack Horton e a Gabriele Detti).

### Test antidoping e squalifica
Il 4 settembre 2018 viene sottoposto ad un controllo antidoping a sorpresa presso la sua villa nella provincia dello Zhejiang. Dopo i prelievi di sangue e urine, ordina alle proprie guardie del corpo di distruggere le fiale, che vengono quindi infrante a colpi di martello, impedendo l'esecuzione dei test. La FINA nel gennaio 2019 apre un'inchiesta, ma conclude per l'assoluzione dell'atleta per la mancata violazione delle norme antidoping.
L'Agenzia Mondiale Antidoping (Wada) successivamente ricorre al Tribunale Arbitrale dello Sport, chiedendo di squalificare l'atleta da due a otto anni. Nel corso del giudizio, Sun Yang proclama di essere esente da responsabilità e lamenta che il giorno del controllo solo uno dei tre ispettori antidoping avesse con sé il tesserino identificativo e che perciò avrebbe legittimamente potuto rifiutare di sottoporsi all'esame. Porta a testimoniare la madre ed il medico personale Ba Zhen (noto per essere stato squalificato un anno per doping tra il 2014 e il 2015). Il 28 febbraio 2020 il TAS accoglie il ricorso della Wada ed infligge una squalifica all'atleta di 8 anni. Il provvedimento non è retroattivo, pertanto, le medaglie nel frattempo vinte dal giorno della violazione non vengono revocate. Nel dicembre 2020 il Tribunale federale annulla la decisione, dietro ricorso di Sun Yang, per una presunta parzialità del presidente del collegio arbitrale, l'italiano Franco Frattini. Nel giugno 2021, il TAS, con una nuova composizione di giudici, ha riesaminato il caso ed inflitto una sospensione di 4 anni e 3 mesi, con effetto dal 28 febbraio del 2020. Tale decisione è stata definitivamente confermata dal Tribunale Federale che ha respinto il ricorso di Sun Yang. La sanzione è entrata in vigore nel febbraio 2020. La squalifica è terminata nel maggio 2024.

### Ritorno alle competizioni
Dopo anni di controversie e una lunga sospensione, pur non potendo ancora competere a livello mondiale senza una chiara decisione del CIO e della Federazione Internazionale di Nuoto, Sun Yang è tornato in vasca ai Campionati Nazionali Cinesi 2025, che si sono tenuti dal 18 al 23 marzo a Qingdao, nella provincia di Shandong, nuotando i 400 metri stile libero in 3:49.58..
I campionati, pur non qualificando per la rassegna iridata di luglio, rappresentavano un'opportunità per assicurarsi un posto ai Giochi nazionali cinesi di novembre.
Sun Yang ha espresso il desiderio di competere ai Giochi di Los Angeles 2028, se le circostanze lo permetteranno.

## Palmarès
- Olimpiadi

Londra 2012: oro nei 400 m sl e nei 1500 m sl, argento nei 200 m sl e bronzo nella 4x200m sl.
Rio de Janeiro 2016: oro nei 200 m sl e argento nei 400 m sl.
- Mondiali

Roma 2009: bronzo nei 1500 m sl.
Shanghai 2011: oro negli 800 m sl e nei 1500 m sl, argento nei 400 m sl e bronzo nella 4x200 m sl.
Barcellona 2013: oro nei 400 m sl, negli 800 m sl e nei 1500 m sl e bronzo nella 4x200 m sl.
Kazan 2015: oro nei 400 m sl e negli 800 m sl e argento nei 200 m sl.
Budapest 2017: oro nei 200 m sl e nei 400 m sl.
Gwangju 2019: oro nei 200 m sl e nei 400 m sl.
- Mondiali in vasca corta:

Hangzhou 2018: bronzo nella 4x200m sl.
- Giochi asiatici

Canton 2010: oro nei 1500 m sl e nella 4x200 m sl, argento nei 200 m sl e nei 400 m sl.
Incheon 2014: oro nei 400 m sl, nei 1500 m sl, nella 4x100 m sl e argento nei 200 m sl.
Giacarta 2018: oro nei 200 m sl, nei 400 m sl, negli 800 m sl e nei 1500 m sl, argento nella 4x100 m sl e nella 4x200 m sl.
- Campionati asiatici

Foshan 2009: oro nei 400 m sl, nei 1500 m sl e nella 4x200 m sl.
Dubai 2012: oro nei 200 m sl, nei 400 m sl e nei 1500 m sl.

## Riconoscimenti
- World Swimmer of the Year: 2013
- Pacific Rim Swimmer of the Year: 2011, 2012, 2013, 2017, 2018